# Милфорд (Делавер)
Милфорд (енгл. Milford) град је у Округу Сасекс у америчкој савезној држави Делавер. По попису становништва из 2010. у њему је живело 9.559 становника

## Демографија
| Група             | 2000.         | 2010.         |
| Белци             | 4.343 (64,5%) | 5.654 (59,1%) |
| Афроамериканци    | 1.566 (23,3%) | 2.128 (22,3%) |
| Азијати           | 70 (1,0%)     | 110 (1,2%)    |
| Хиспаноамериканци | 594 (8,8%)    | 1.510 (15,8%) |
| Укупно            | 6.732         | 9.559         |